# Sophie Hedwig af Braunschweig-Wolfenbüttel
Sophie Hedwig af Braunschweig-Wolfenbüttel (født 13. juni 1592 i Wolfenbüttel, død 13. januar 1642 i Arnhem), var en hertuginde af Braunschweig og Lüneburg ved fødsel og ved ægteskab en grevinde af Nassau-Diez.

## Liv og gerning
Sophia var datter af hertug Henrik Julius af Braunschweig-Wolfenbüttel (1564-1613) og hans anden kone prinsesse Elisabeth af Danmark (1573-1626), den ældste datter af kong Frederik II af Danmark.
Sophia tog bopæl på enkesædet Countly Slot ved Diez (Dietz), og det lykkedes at minimere skaderne forårsagede under Trediveårskrigen. Hun forhindrede plyndringer og ødelæggelser i byen og grevskabet Dietz under Trediveårskrigen ved dygtigt at forhandle med hærens kommandanter. Sophia blev kendt bredere i Europa, da hun henvendte sig til Axel Oxenstierna i 1633 og krævede erstatning for den skade, som hans tropper havde gjort ved hendes territorium. Indenrigspolitisk vågede hun over landbefolkningens interesser og sørgede for, at der var et tilstrækkeligt udbud af mad og vand. Da Dietz blev ramt af en pestepidemi i 1635, var hun klar til at hjælpe den lidende befolkning.
Sophia var calvinist, men det forhindrede ikke hende fra at nyde godt af et samarbejde med sin svoger John Louis af Nassau-Hadamar, som var vendt tilbage til katolicismen.

## Ægteskab og børn
Den 8. juni 1607 blev Sophie Hedwig gift med greve Ernst Casimir af Nassau-Diez (1573–1632). Kun to af hendes børn nåede voksenalder.
- dødfødt datter (1608)
- dødfødt søn (1609)
- navnløs søn (1610-1610)
- Hindrik Kasimir I af Nassau-Diez (1612-1640)
- Willem Freark af Nassau-Diez (1613-1664)
- Elisabeth (25. juli 1614 i Ljouwert (Leeuwarden) - 18. september 1614 i Ljouwert)
- Johan Ernst (29. marts 1617 i Arnhim- maj 1617)
- Maurits (21. februar 1619 i Grins - 18. september 1628 i Grins)
- Elisabeth Friso (25. november 1620 i Ljouwert - 20. september 1628 i Grins)